# Quemadmodum Deus

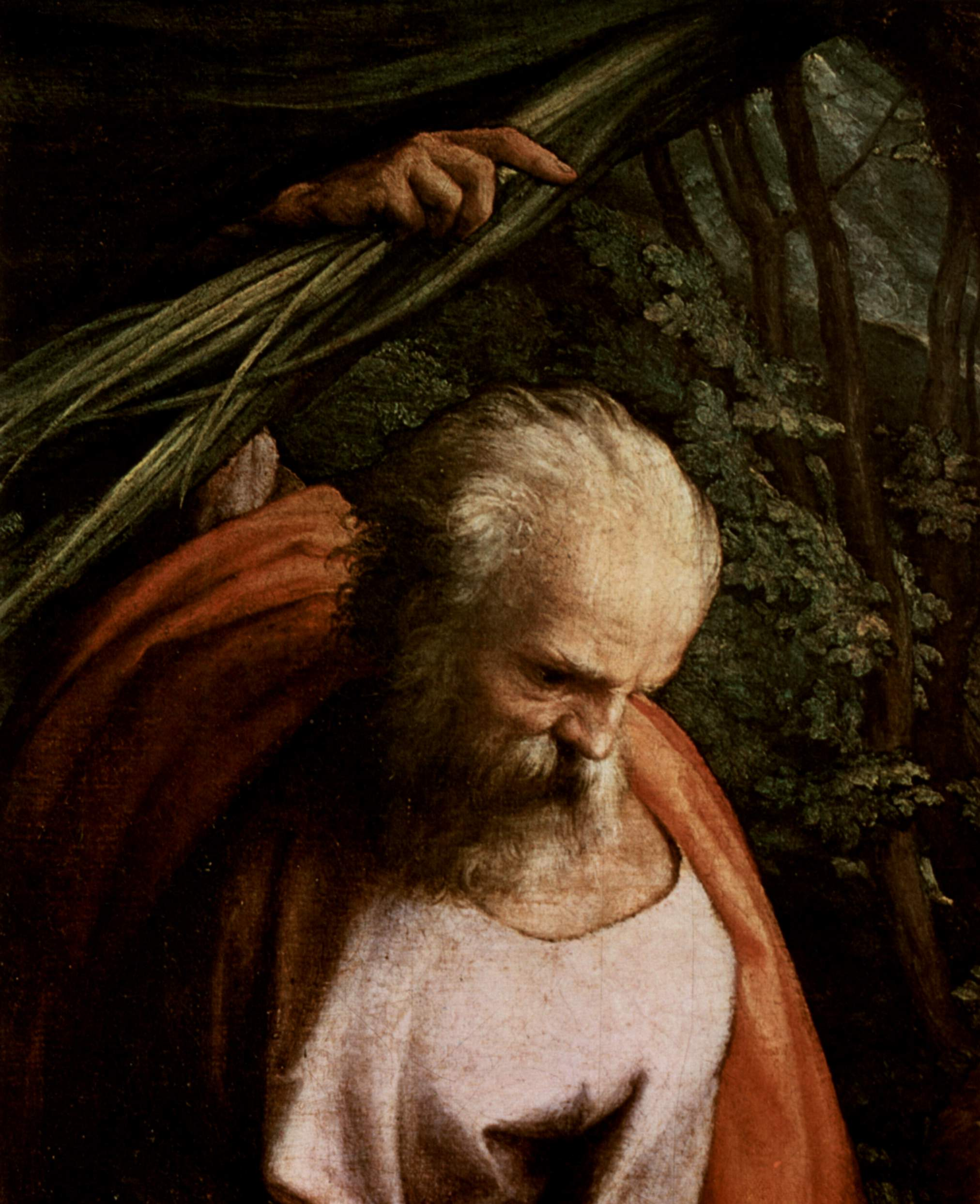
São José, Padroeiro da Igreja

Quemadmodum Deus é um decreto da Congregação para os Ritos de 8 de dezembro de 1870, confirmando a decisão do Papa Pio IX de proclamar José de Nazaré como Patrono da Igreja. José, como chefe da Sagrada Família, foi encarregado de cuidar dos tesouros mais preciosos de Deus. Como marido da Virgem Maria e pai adotivo de Jesus, ele sempre foi venerado na Igreja e chamado como advogado nos momentos de dificuldade.
Com a Igreja em apuros - os bens dos Estados Papais haviam sido incorporados ao novo Reino da Itália - vários prelados se dirigiram ao Papa para pedir a José para ser o Patrono da Igreja. O Papa concordou com isso.
Com este decreto, o Papa estabelece também que a Solenidade de São José, no dia 19 de março, passará a ser uma festa da Primeira Turma. Este feriado provavelmente será sem oitava, já que a solenidade geralmente cai durante o tempo da Quaresma.
Cinqüenta anos depois desse decreto, o Papa Bento XV exortaria os católicos a realizar exercícios espirituais em homenagem a São José com o Motu Proprio Bonum Sane.

## Fonte
- (em inglês) Quemadmodum Deus